# 伊丹老松酒造
伊丹老松酒造(いたみおいまつししゅぞう、ITAMI OIMATSU BREWING Co., Ltd)は、兵庫県伊丹市にある酒造メーカー。創業は1688年（元禄元年)、現在の企業の設立は1945年に企業整備令に基づいて企業合同した伊丹三共酒造を1970年に社名変更したもの。
近年は、伊丹産のマイヤーレモンを使用した果実酒やポン酢など、新たな商品開発も行っている。

## 概要
「老松」という酒銘は、「千載の齢を経ても緑を保つ松の老木」にあやかったといわれる。
元禄10年（1697年）、伊丹にある酒屋の大手24軒に帯刀が許され、江戸幕府の官用酒「御免酒」と称し、格式高い酒として区別される。
老松はその中でも最も格式が高いとされ、『江戸積み銘酒名寄』では東の大関として、『銘酒番付』（伊丹市立博物館蔵）では西の大関など、酒の番付表で高い位置を確保していた。

## 沿革
- 1688年 - 創業。
- 1697年 - 江戸幕府の官用酒（御免酒）となり、その中でももっとも格式が高く、宮中奉納酒や将軍の御膳酒となることで有名になったのが「老松」であり、そのため今でも清酒のボトルには朱刷で「御免酒」と表示されている。
- 1945年 - 武内家、武内家、新田家の３軒の酒造家で伊丹三共酒造有限会社の企業合同に参画。
- 1970年 - 伊丹老松酒造に社名変更。
- 2007年 - 大手抦酒造跡地に移転。

## 特色

### 老松丹水
- 平日の午前9時から午後5時まで、酒造用の井戸水を無料で提供している。
- 2007年（平成19年）１月に、酒造用井戸の底をさらって土砂などを取り除き、汲み上げ用パイプを深くする工事を進め、硬度約92ミリの中軟水の水を汲み出している。[1]

## 代表銘柄
- 本醸造酒「老松 伊丹郷」（地域限定）
- 大吟醸「老松」